# Sparkle (May J.のシングル)
『Sparkle』（スパークル）は、May J.の8枚目のシングル。2015年8月5日に、rhythm zoneよりリリースされた。

## 解説
前作『ReBirth』から約半年を経てのリリース。
リード曲「Sparkle -輝きを信じて-」は、ニンテンドー3DSソフト『ディズニー マジックキャッスル マイ・ハッピーライフ2』のテーマソングにタイアップされた。
シングルCDは、[通常盤] と [初回限定盤] に加え、ディズニーのキャラクターたちが描かれた [Disney Magic Castle2 Edition] 、ファンクラブ「May J. Family」内のファンクラブショップおよび、ツアー会場での予約でのみ購入可能な限定盤の合計4形態でリリースされており、全形態の購入者特典として『ディズニー マジックキャッスル マイ・ハッピーライフ2』のゲーム内アイテム『きらめきのドレス』の先行ダウンロード番号が封入されている。
2015年11月、「Sparkle -輝きを信じて-」が、2015年12月より開催の『2015 SENDAI光のページェント』の公式テーマソングにタイアップされた。

## 収録曲
1. Sparkle -輝きを信じて- [4:33]
  - 任天堂『ディズニー マジックキャッスル マイ・ハッピーライフ2』テーマソング
  - 『2015 SENDAI光のページェント』公式テーマソング
2. 北極星 ～Polestar～ feat. SHOW [5:12]
3. Love is tough [3:31]
  - UULAオリジナルドラマ『ブーケなんていらない!』主題歌
4. ずっとずっと [5:22]
  - 『アイフルホーム』CMソング
5. Sparkle -輝きを信じて- [Off Vocal]
6. 北極星 ～Polestar～ feat. SHOW [Off Vocal]
7. Love is tough [Off Vocal]
8. ずっとずっと [Off Vocal]

DVD（※初回限定盤、MJF/ツアー会場限定盤のみ）
1. Sparkle -輝きを信じて- [MUSIC VIDEO]
2. 北極星 ～Polestar～ feat. SHOW [MUSIC VIDEO]
3. [May J. Spring Tour 2015 ～ ReBirthday ～] Premium Movie（※MJF/ツアー会場限定盤のみ）

## 楽曲の収録アルバム
- May J. sings Disney（#1）